# Балик екмек
Balık ekmek (турецька вимова: [ba'lɯk ek'mek]) — страва турецької кухні швидкого приготування, розповсюджена у форматі вуличної їжі. Це філе смаженої на грилі риби (як правило, скумбрії), що подається разом з різними овочами всередині булочки турецького хліба. Традиційно страву подають на площі Еміненю прямо з човна, на якому її готують.
Назва є поєднанням турецьких слів balık «риба» та ekmek «хліб».